# Pollard, Daniel, Booth 5
Pollard, Daniel, Booth 5 (PDB5) is een gecombineerd live- en studioalbum van de combinatie Brendan Pollard, Michael Daniel en Phil Booth. Het bevat elektronische muziek uit de Berlijnse School voor Elektronische Muziek. Het album werd samengesteld uit muziek uit 2009.

## Musici
- Brendan Pollard – modular synthesizers, mellotron, Fender Rhodes piano
- Michael Daniel – synthesizers, gitaar, glissgitaar, Fender Rhodes piano
- Phil Booth – synthesizer, SFX

## Muziek
| Nr. | Titel                                                                   | Duur  |
| --- | ----------------------------------------------------------------------- | ----- |
| 1.  | Sphere of influence I (opname Radio Velocity Bedford, september 2009)   | 19:58 |
| 2.  | Sphere of influence II (opname Radio Velocity Bedford, september 2009)  | 12:47 |
| 3.  | Sphere of influence III (opname Radio Velocity Bedford, september 2009) | 27:49 |
| 4.  | Eindhoven IV (E-Live 2009: Theater de Enck, Oirschot, 17 oktober 2009)  | 9:42  |